# Grenze zwischen Bulgarien und Griechenland

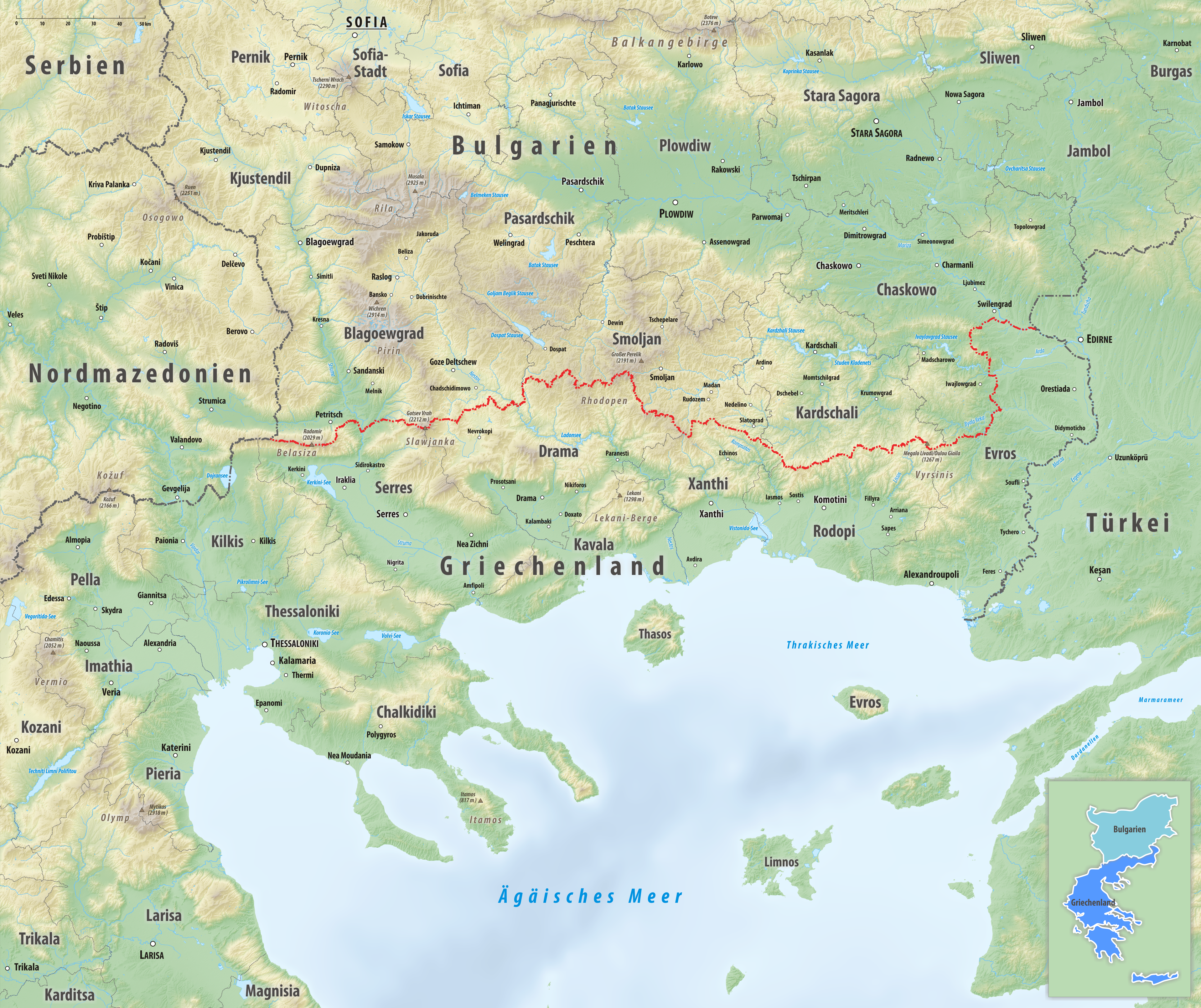
Grenzverlauf zwischen Bulgarien und Griechenland

Auf einer Länge von 475 km trennt die bulgarisch-griechische Grenze die bulgarischen Oblaste Blagoewgrad, Smoljan, Kardschali und Chaskowo von den griechischen Verwaltungsregionen Zentralmakedonien und Ostmakedonien und Thrakien. Die Grenze beginnt im Westen am Dreiländereck Bulgarien, Griechenland und Nordmazedonien und erstreckt sich nach Osten über das Rhodopengebirge, durch das Nestostal bis zum Dreiländereck Bulgarien, Griechenland und der Türkei. Dort kreuzt die Grenze den Fluss Mariza (bulgarisch Марица, griechisch Έβρος Evros, türkisch Meriç Nehri) in der Nähe der Grenzübergänge zur Türkei. Der am stärksten frequentierte Grenzübergang ist das Struma-Tal, der am schwächsten frequentierte befindet sich in der Nähe der türkischen Grenze im Mariza-/Evros-Tal, da der Hauptverkehr von/nach Osten direkt zwischen Bulgarien und der Türkei abgewickelt wird.
Bulgarien wurde zum 1. Januar 2025 Mitglied des Schengenraums (ebenso Rumänien). Reisende per Auto und Bahn zwischen Bulgarien und Griechenland brauchen an den offiziellen Grenzübergängen keine Dokumente mehr vorzeigen.

## Geschichte
Vor dem Ersten Balkankrieg erlangte Bulgarien 1908 seine Unabhängigkeit vom Osmanischen Reich und schuf so die Grenze zwischen Griechenland und Bulgarien. Vor diesem Zeitpunkt hatte Griechenland nur eine einzige terrestrische Grenze (mit dem Osmanischen Reich). Nach den beiden Balkankriegen von 1912 und 1913 (dem zweiten zwischen Griechenland und Bulgarien) wurde die Grenze durch den Frieden von Bukarest festgelegt und ihre Position im Nestostal, einige Kilometer östlich des Flusses, festgelegt.
Nach dem Ersten Weltkrieg wurde die Grenze geändert, indem Bulgarien Westthrakien unter den Bedingungen des Vertrags von Neuilly-sur-Seine an Griechenland abgetreten und damit den Zugang zur Ägäis  verloren hatte. Weitere Veränderungen fanden während des Zweiten Weltkriegs statt, als Bulgarien einen Teil des griechischen Makedonien eroberte und Westthrakien zurückeroberte. Am Ende des Konflikts wurde die Grenze von 1919 wiederhergestellt und ist seitdem unverändert geblieben.
Das Grenzgebiet besteht zum Teil aus hohen Bergen, was den Zugang zur Region und das Überqueren der Grenze erschwert. Dazu kommt, dass als Folge des Kalten Krieges hauptsächlich das bulgarische Grenzgebiet als ehemalige Sperrzone (Eiserner Vorhang) nahezu unbewohnt ist. Somit gibt es auch kaum Bedarf an einer grenzüberschreitenden Infrastruktur und einem kleinen Grenzverkehr.

## Gemeinden an der Staatsgrenze (von West nach Ost)

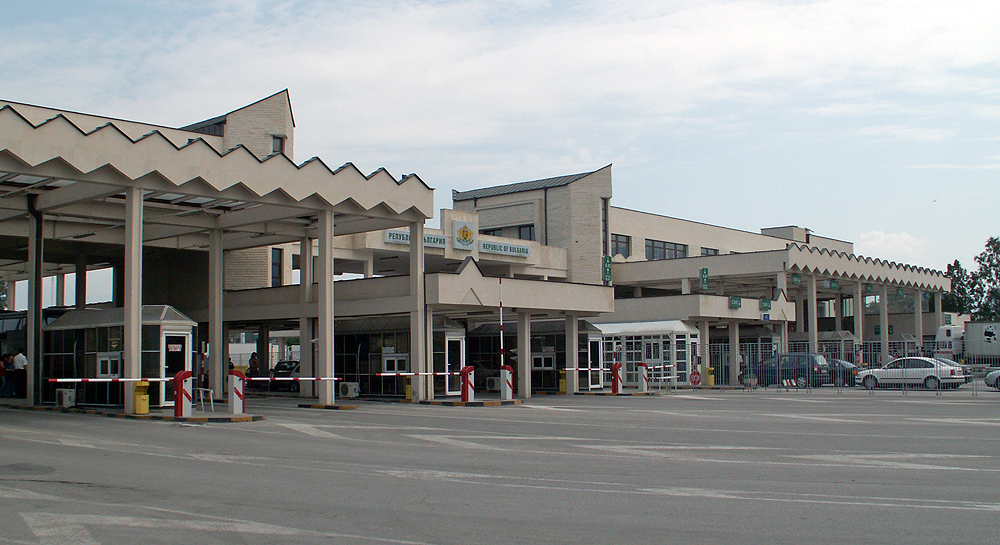
Grenzübergang Promahon-Kulata

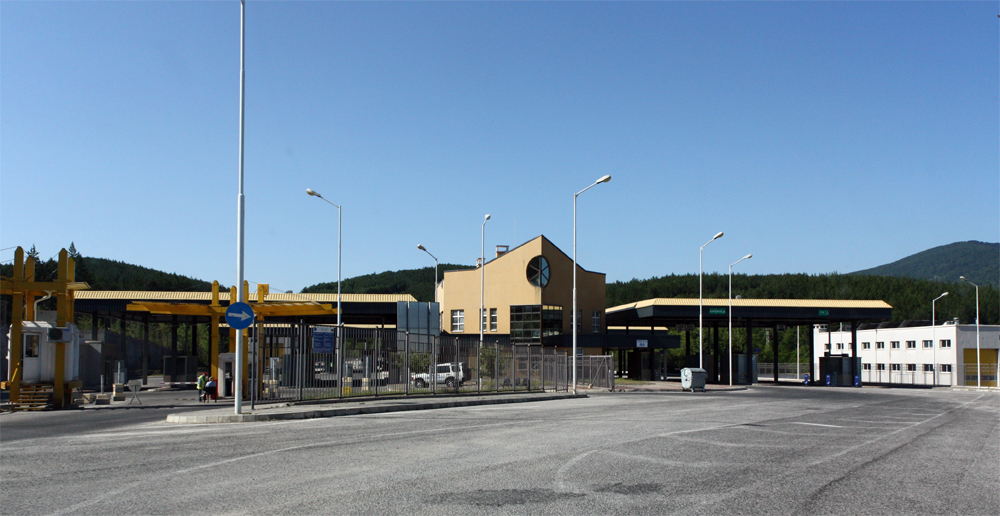
Grenzübergang Exohi-Ilinden

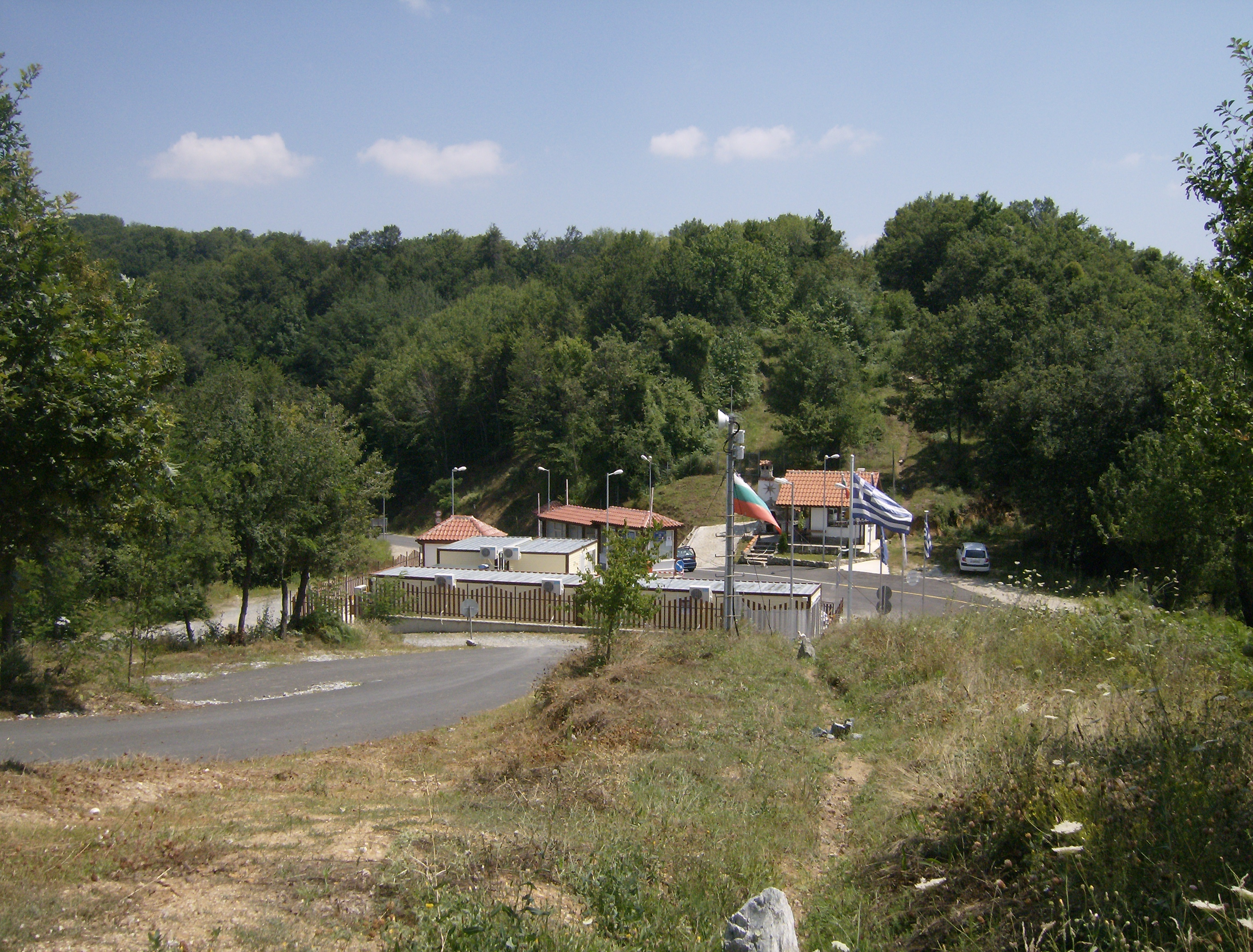
Grenzübergang Myki-Slatograd

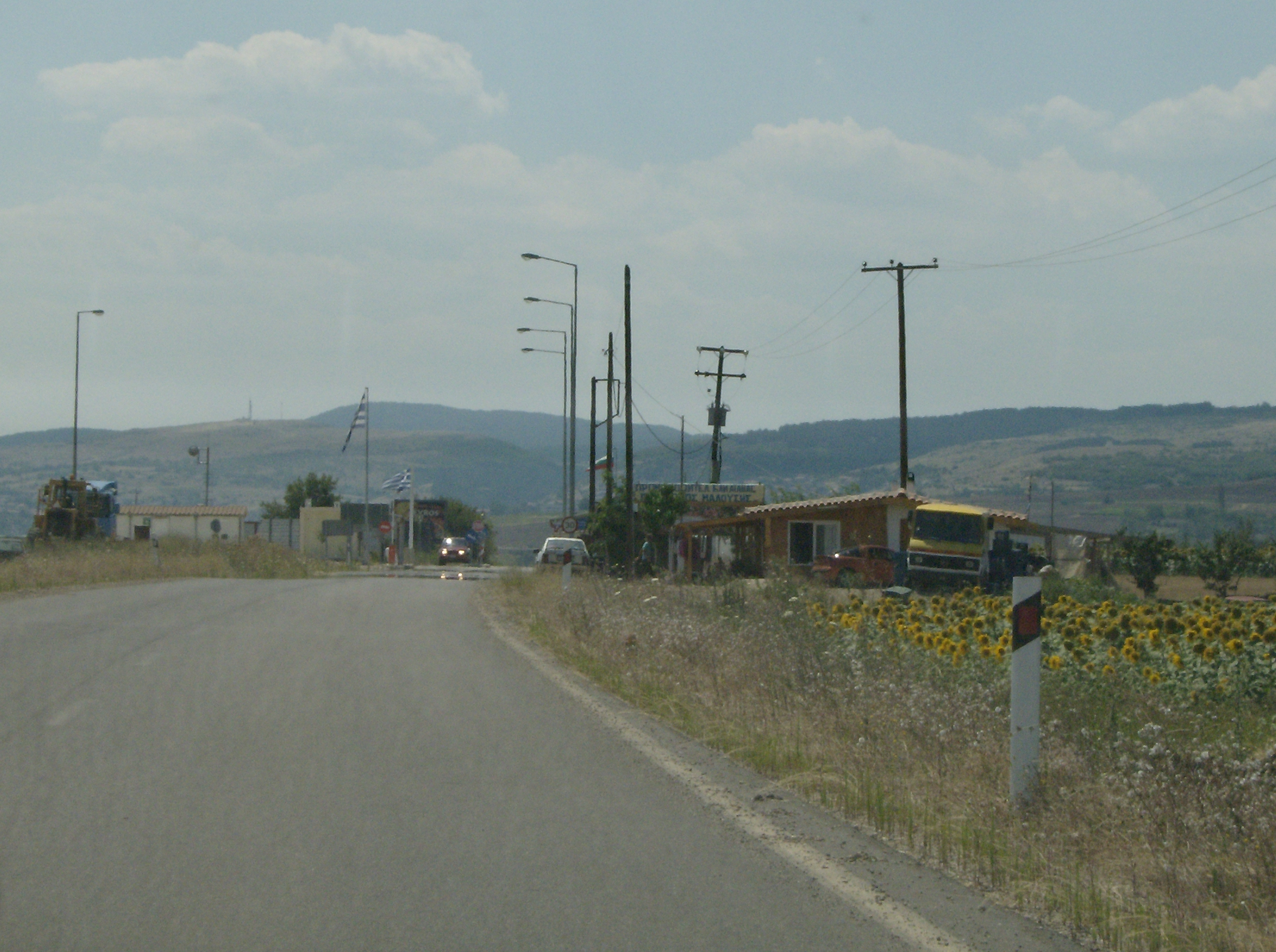
Grenzübergang Orestiada-Iwajlowgrad

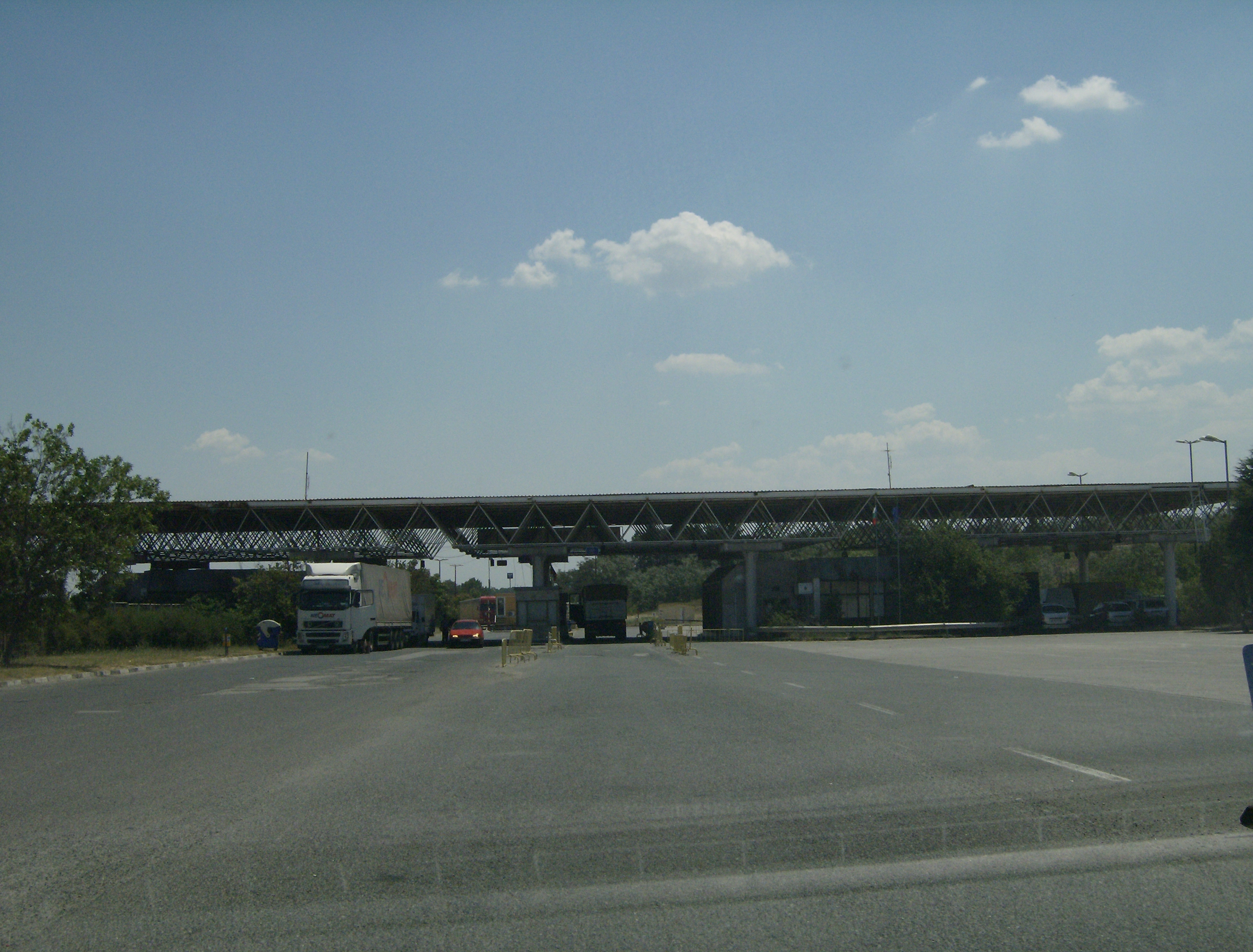
Grenzübergang Orestiada-Swilengrad

| G R I E C H E N L A N D    | G R I E C H E N L A N D | G R I E C H E N L A N D | G R I E C H E N L A N D |                  | B U L G A R I E N | B U L G A R I E N | B U L G A R I E N | B U L G A R I E N |
| Region                     | Regionalbezirk          | Gemeinde                | Grenz- übertritt        | Grenz- übertritt | Gemeinde          | Oblast            | Region            |                   |
| -------------------------- | ----------------------- | ----------------------- | ----------------------- | ---------------- | ----------------- | ----------------- | ----------------- | ----------------- |
| Nordmazedonien             |                         |                         |                         |                  |                   |                   |                   |                   |
| Zentralmakedonien          | Serres                  | Sindiki                 |                         | B e l a s i z a  |                   | Petritsch         | Blagoewgrad       | Südwestbulgarien  |
| Zentralmakedonien          | Serres                  | Sindiki                 | S l a w j a n k a       |                  | Sandanski         |                   | Blagoewgrad       | Südwestbulgarien  |
| Ostmakedonien und Thrakien | Drama                   | Nevrokopi               | S l a w j a n k a       |                  | Sandanski         |                   | Blagoewgrad       | Südwestbulgarien  |
| Ostmakedonien und Thrakien | Drama                   | Nevrokopi               | S l a w j a n k a       | Chadschidimowo   |                   |                   | Blagoewgrad       | Südwestbulgarien  |
| Ostmakedonien und Thrakien | Drama                   | Nevrokopi               | S l a w j a n k a       | Satowtscha       |                   |                   | Blagoewgrad       | Südwestbulgarien  |
| Ostmakedonien und Thrakien | Drama                   | Nevrokopi               | R h o d o p e n         |                  | Dospat            | Smoljan           | Südbulgarien      |                   |
| Ostmakedonien und Thrakien | Drama                   | Drama                   | R h o d o p e n         |                  | Dospat            | Smoljan           | Südbulgarien      |                   |
| Ostmakedonien und Thrakien | Drama                   | Borino                  | R h o d o p e n         |                  |                   | Smoljan           | Südbulgarien      |                   |
| Ostmakedonien und Thrakien | Drama                   | Paranesti               | R h o d o p e n         |                  |                   | Smoljan           | Südbulgarien      |                   |
| Ostmakedonien und Thrakien | Drama                   | Dewin                   | R h o d o p e n         |                  |                   | Smoljan           | Südbulgarien      |                   |
| Ostmakedonien und Thrakien | Drama                   | Smoljan                 | R h o d o p e n         |                  |                   | Smoljan           | Südbulgarien      |                   |
| Ostmakedonien und Thrakien | Drama                   | Rudosem                 | R h o d o p e n         |                  |                   | Smoljan           | Südbulgarien      |                   |
| Ostmakedonien und Thrakien | Xanthi                  | Myki                    | R h o d o p e n         |                  |                   | Smoljan           | Südbulgarien      |                   |
| Ostmakedonien und Thrakien | Xanthi                  | Myki                    | R h o d o p e n         | Slatograd        |                   | Smoljan           | Südbulgarien      |                   |
| Ostmakedonien und Thrakien | Xanthi                  | Myki                    | R h o d o p e n         |                  | Kirkowo           | Kardschali        | Südbulgarien      |                   |
| Ostmakedonien und Thrakien | Rodopi                  | Iasmos                  | R h o d o p e n         |                  | Kirkowo           | Kardschali        | Südbulgarien      |                   |
| Ostmakedonien und Thrakien | Rodopi                  | Komotini                |                         | V y r s i n i s  | Kirkowo           | Kardschali        | Südbulgarien      |                   |
| Ostmakedonien und Thrakien | Rodopi                  | Komotini                | Krumowgrad              | V y r s i n i s  |                   | Kardschali        | Südbulgarien      |                   |
| Ostmakedonien und Thrakien | Rodopi                  | Arriana                 |                         | V y r s i n i s  |                   | Kardschali        | Südbulgarien      |                   |
| Ostmakedonien und Thrakien | Evros                   | Soufli                  |                         | V y r s i n i s  |                   | Kardschali        | Südbulgarien      |                   |
| Ostmakedonien und Thrakien | Evros                   | Soufli                  |                         |                  | Iwajlowgrad       | Chaskowo          | Südbulgarien      |                   |
| Ostmakedonien und Thrakien | Evros                   | Didymoticho             |                         |                  | Iwajlowgrad       | Chaskowo          | Südbulgarien      |                   |
| Ostmakedonien und Thrakien | Evros                   | Orestiada               |                         |                  | Iwajlowgrad       | Chaskowo          | Südbulgarien      |                   |
| Ostmakedonien und Thrakien | Evros                   | Ljubimez                |                         |                  |                   | Chaskowo          | Südbulgarien      |                   |
| Ostmakedonien und Thrakien | Evros                   | Swilengrad              |                         |                  |                   | Chaskowo          | Südbulgarien      |                   |
| Türkei                     |                         |                         |                         |                  |                   |                   |                   |                   |

## Grenzübergänge
| Bulgarien                                                                                                  | Bulgarien                                                                                                  | ⇄ | Griechenland                                                                                               | Griechenland                                                                                               | Position                                                        |
| --- | --- | --- | --- | --- | --------------------------------------------------------------- |
| Dreiländereck Bulgarien–Griechenland–Nordmazedonien                                                        | Dreiländereck Bulgarien–Griechenland–Nordmazedonien                                                        | Dreiländereck Bulgarien–Griechenland–Nordmazedonien                                                        | Dreiländereck Bulgarien–Griechenland–Nordmazedonien                                                        | Dreiländereck Bulgarien–Griechenland–Nordmazedonien                                                        | 41° 20′ 18,6″ N, 22° 55′ 38,9″ O                                |
| Grenzübergang Kulata, Oblast Blagoewgrad bulgarisch ГКПП Кулата, Област Благоевград                        | A3 · E79 · R1                                                                                              | [ 2 ] [ 3 ]                                                                                                | A25 · E79 · N63                                                                                            | Telonio Promachonas griechisch Τελωνείο Προμαχώνα                                                          | 41° 22′ 44,5″ N, 23° 21′ 47″ O                                  |
| Grenzübergang Kulata-Promachonas                                                                           | Bulgarische Eisenbahninfrastrukturgesellschaft                                                             | [ 4 ] | OSE | Promachonas, Bezirk Serres griechisch Σταθμός Διοδίων Προμαχώνα, Σέρρες                                    | 41° 22′ 45,3″ N, 23° 21′ 51,8″ O                                |
| Grenzübergang Ilinden-Exochi bulgarisch ГКПП Илинден-Ексохи GKPP Ilinden-Exochi                            | R19 | [ 3 ] | N57 | griechisch Σταθμός Εξοχή–Ιλινδεν Stathmós Exochi-Ilinden                                                   | 41° 26′ 12,5″ N, 23° 49′ 34,9″ O                                |
| Grenzübergang Slatograd-Thermes bulgarisch ГКПП Златоград-Термес                                           | | [ 5 ] | N55 | griechisch Σταθμός Ξάνθης–Ζλάτογκραντ Stathmós Xanthis–Zlatograd                                           | 41° 21′ 56,1″ N, 25° 2′ 58,8″ O                                 |
| Südlichster Punkt Bulgariens                                                                               | Südlichster Punkt Bulgariens                                                                               | Südlichster Punkt Bulgariens                                                                               | Südlichster Punkt Bulgariens                                                                               | Südlichster Punkt Bulgariens                                                                               | 41° 14′ 7,4″ N, 25° 17′ 16,8″ O                                 |
| Grenzkontrollpunkt Makasa – Nimfeja bulgarisch ГКПП Маказа – Нимфея                                        | R5 | [ 6 ] | N23 | griechisch Νυμφαία-Μακάζα                                                                                  | 41° 15′ 53,6″ N, 25° 25′ 45,2″ O                                |
| Slaveevo bulgarisch Славеево                                                                               | R7 | [ 7 ] | (→) | Kiprinos griechisch Συνοριακός Σταθμός Κυπρίνου                                                            | 41° 32′ 55,3″ N, 26° 10′ 44,9″ O                                |
| Grenzübergang Kapitan Petko Wojwoda bulgarisch ГКПП Капитан Петко Войвода                                  | R80 · E85                                                                                                  | Personen- und Güterverkehr                                                                                 | N51 · E85                                                                                                  | Grenzkontrollpunkt Ormenio griechisch Ορμενίου                                                             | 41° 44′ 51,4″ N, 26° 9′ 58,9″ O                                 |
| Swilengrad bulgarisch жп гара Свиленград                                                                   | [ 8 ] | [ 8 ] | [ 8 ] | Ormenio griechisch Ορμένιο                                                                                 | 41° 44′ 51,6″ N, 26° 10′ 0,2″ O                                 |
| Nördlichster Punkt Griechenlands griechisch Βορειότερο σημείο της Ελλάδας                                  | Nördlichster Punkt Griechenlands griechisch Βορειότερο σημείο της Ελλάδας                                  | Nördlichster Punkt Griechenlands griechisch Βορειότερο σημείο της Ελλάδας                                  | Nördlichster Punkt Griechenlands griechisch Βορειότερο σημείο της Ελλάδας                                  | Nördlichster Punkt Griechenlands griechisch Βορειότερο σημείο της Ελλάδας                                  | 41° 44′ 56″ N, 26° 10′ 28″ O                                    |
| Grenzkreuzung der projektierten Burgas-Alexandroupolis-ÖlpipelineGas Interconnector Griechenland–Bulgarien | Grenzkreuzung der projektierten Burgas-Alexandroupolis-ÖlpipelineGas Interconnector Griechenland–Bulgarien | Grenzkreuzung der projektierten Burgas-Alexandroupolis-ÖlpipelineGas Interconnector Griechenland–Bulgarien | Grenzkreuzung der projektierten Burgas-Alexandroupolis-ÖlpipelineGas Interconnector Griechenland–Bulgarien | Grenzkreuzung der projektierten Burgas-Alexandroupolis-ÖlpipelineGas Interconnector Griechenland–Bulgarien | 41° 42′ 41,3″ N, 26° 17′ 5,5″ O                                 |
| Dreiländereck Bulgarien–Griechenland–Türkei                                                                | Dreiländereck Bulgarien–Griechenland–Türkei                                                                | Dreiländereck Bulgarien–Griechenland–Türkei                                                                | Dreiländereck Bulgarien–Griechenland–Türkei                                                                | Dreiländereck Bulgarien–Griechenland–Türkei                                                                | 41° 42′ 49,3″ N, 26° 21′ 16,2″ O 41° 42′ 40″ N, 26° 21′ 28,7″ O |